# Lazar Bach
Lazar Bach (1906-10 de marzo de 1941) fue un activista comunista letón, más notable por su época como presidente del Partido Comunista de Sudáfrica.

## Primeros años y carrera
Nacido en Letonia en una familia judía, el padre de Bach era dueño de una fábrica y fue condenado a muerte durante la Guerra Civil Rusa. Bach se unió al Partido Comunista de Letonia y se convirtió en un experto en política partidista. En 1930, emigró a Johannesburgo, donde se convirtió en trabajador del cuero y se unió al Sindicato de Trabajadores del Cuero y al Partido Comunista de Sudáfrica (CPSA). Bach, que hablaba ruso con fluidez y tenía un sólido conocimiento del comunismo, pronto se hizo prominente en el partido y fue elegido miembro de su comité central en 1931, Un firme partidario del líder del partido Douglas Wolton, Bach se hizo conocido como su segundo al mando.

## Ascencso político
En 1933, la membresía del partido se había reducido a sólo 150, y Wolton se mudó a Inglaterra, dejando a Bach como presidente del partido, su figura principal. Bajo su liderazgo, mantuvo la lealtad de Wolton a la línea actual de la Unión Soviética y expulsó fácilmente a sus oponentes, incluido Moses Kotane, aunque pronto fue readmitido. Sin embargo, el Komintern se sintió descontento con el liderazgo del partido y pidió a muchas figuras destacadas del partido que fueran a Moscú para discutir su desempeño. La mayoría de ellos temían ser detenidos allí y se mostraban reacios a ir, y Louis Joffe advirtió explícitamente a Bach que no fuera.
A pesar de la advertencia, Bach viajó a Moscú en 1935 junto con Kotane. George Hardy fue enviado por el Partido Comunista de Gran Bretaña para intentar resolver el conflicto entre las facciones que apoyaban a cada uno de los rivales, pero no pudo lograr avances. En respuesta, Maurice y Paul Richter, partidarios de Bach, también fueron llamados a Moscú, mientras que Kotane recibió el apoyo en la ciudad de Josie Mpama, miembro del partido que estudiaba en la Universidad Comunista de los Trabajadores del Este (KUTV).Bach también asistió a KUTV mientras estaba en la ciudad.
Bach todavía estaba en la ciudad al año siguiente, cuando se celebró el Séptimo Congreso de la Internacional Comunista. Asistió al congreso como delegado consultivo, mientras que Mpama fue delegado pleno del CPSA. Mpama pronunció un discurso dando a entender que la estrategia del frente popular, recientemente defendida por el Komintern, debería ser simplemente el medio para lograr una república independiente dirigida por sudafricanos negros. Los dirigentes del Komintern estaban muy descontentos con el contenido del discurso, que creían que había sido escrito por Bach y Aleksandr Zusmanovich.

### Detención y muerte
Bach, junto con los Richter, fue puesto bajo sospecha de ser trotskista o zinovievista, acusaciones formuladas enérgicamente por Robert Naumann. Se les pidió que permanecieran en Moscú mientras se investigaba el cargo, y el 28 de octubre de 1936 fueron declarados culpables por la Comisión de Control Internacional de la Internacional Comunista. Fueron detenidos el 10 de marzo de 1937 y enviados a gulags en el río Kolyma. Si bien los Richter fueron ejecutados más tarde acusados de terrorismo, se informó que Bach murió por causas naturales en 1941.